# МУВ

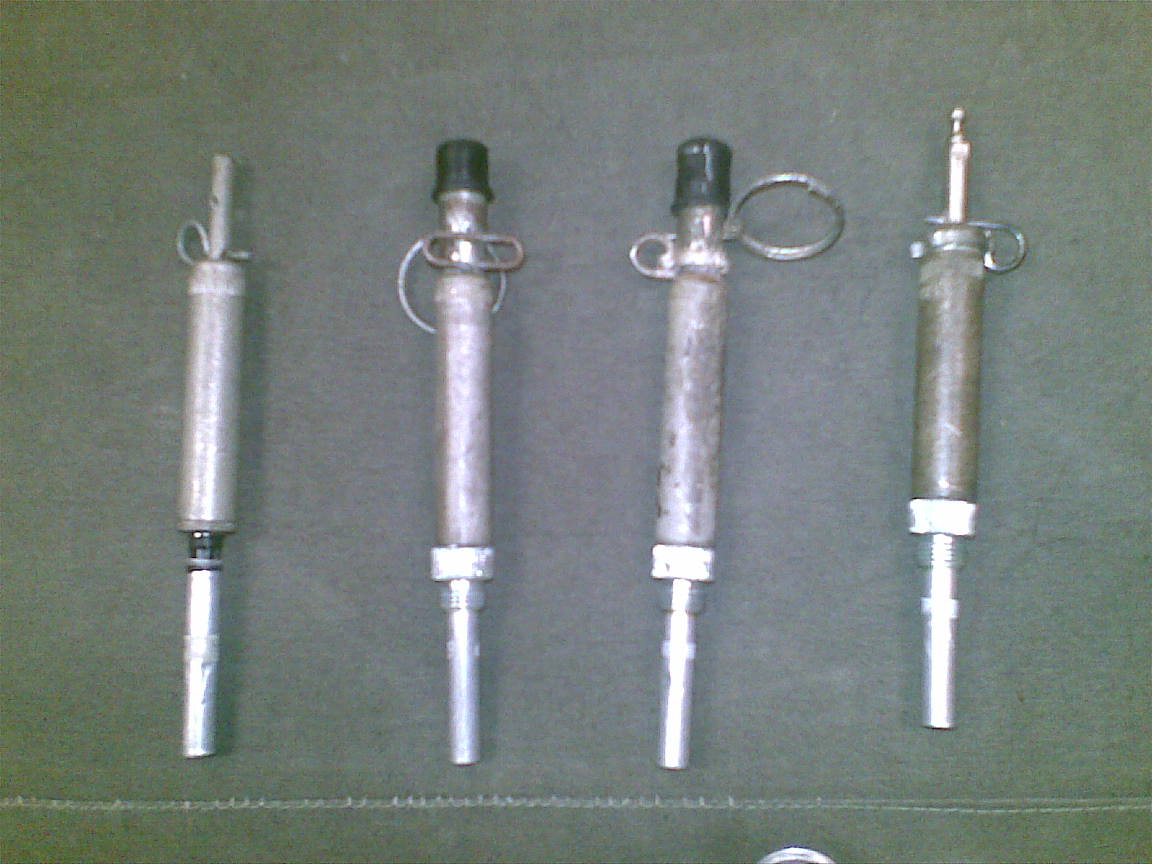
Взрыватели МУВ-1, МУВ-2, МУВ-3, МУВ-4

МУВ (Модернизированный Упрощённый Взрыватель) — советский стандартный взрыватель времен Второй мировой войны, созданный в 1932 году. Применялся в комбинации с запалом МД-2 или МД-5М в противопехотных минах натяжного (с Р-образной чекой) и нажимного действия (с Т-образной чекой): ОЗМ-72, ПОМЗ-2, ПМД-6, сигнальных минах, минах-сюрпризах и т. п. Производился вплоть до 70-х годов XX века. Из недостатков отмечается крайняя опасность в обращении. Получил дальнейшее развитие во взрывателях МУВ-2, МУВ-3 и МУВ-4.

## Тактико-технические характеристики

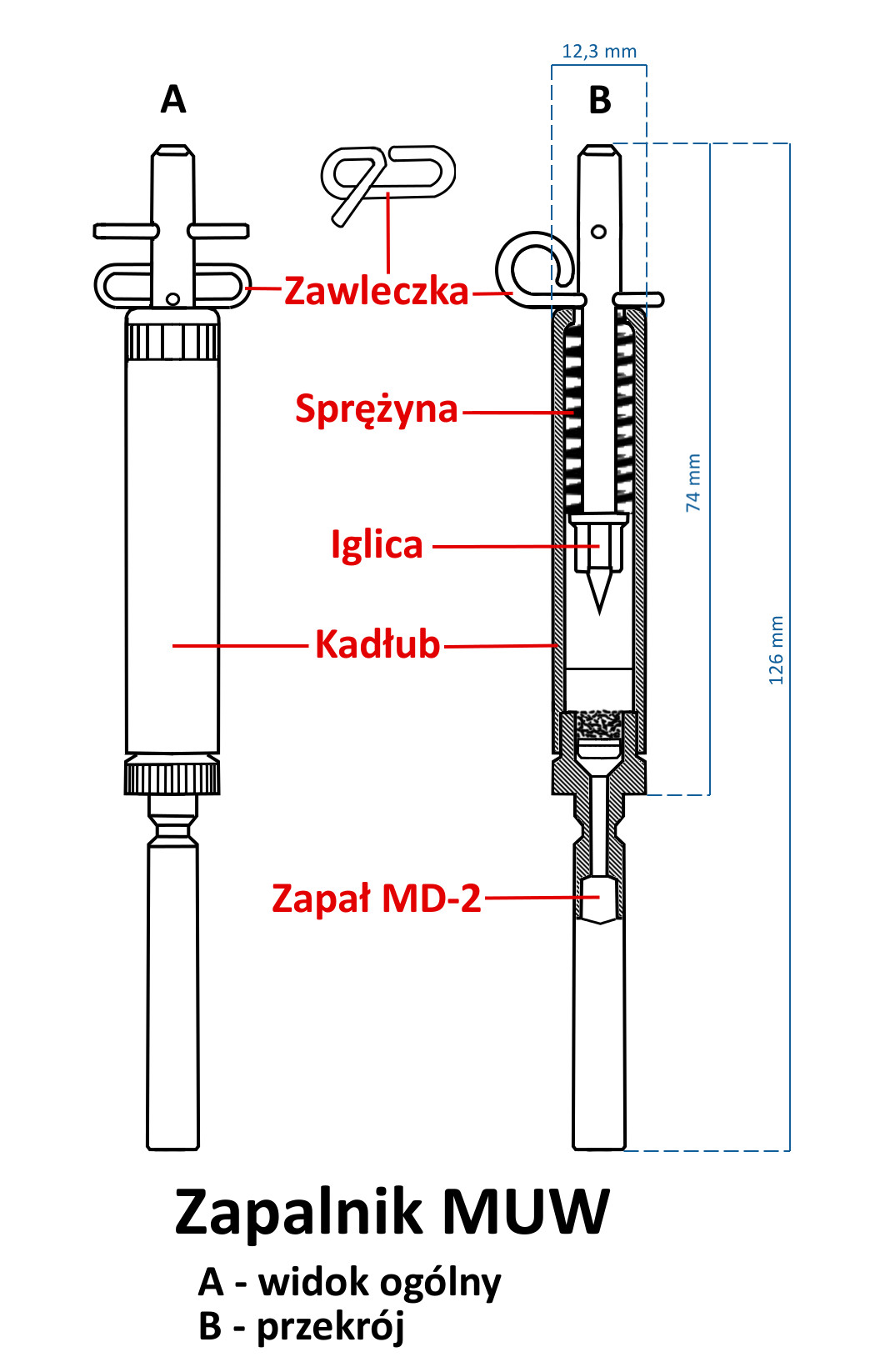
МУВ

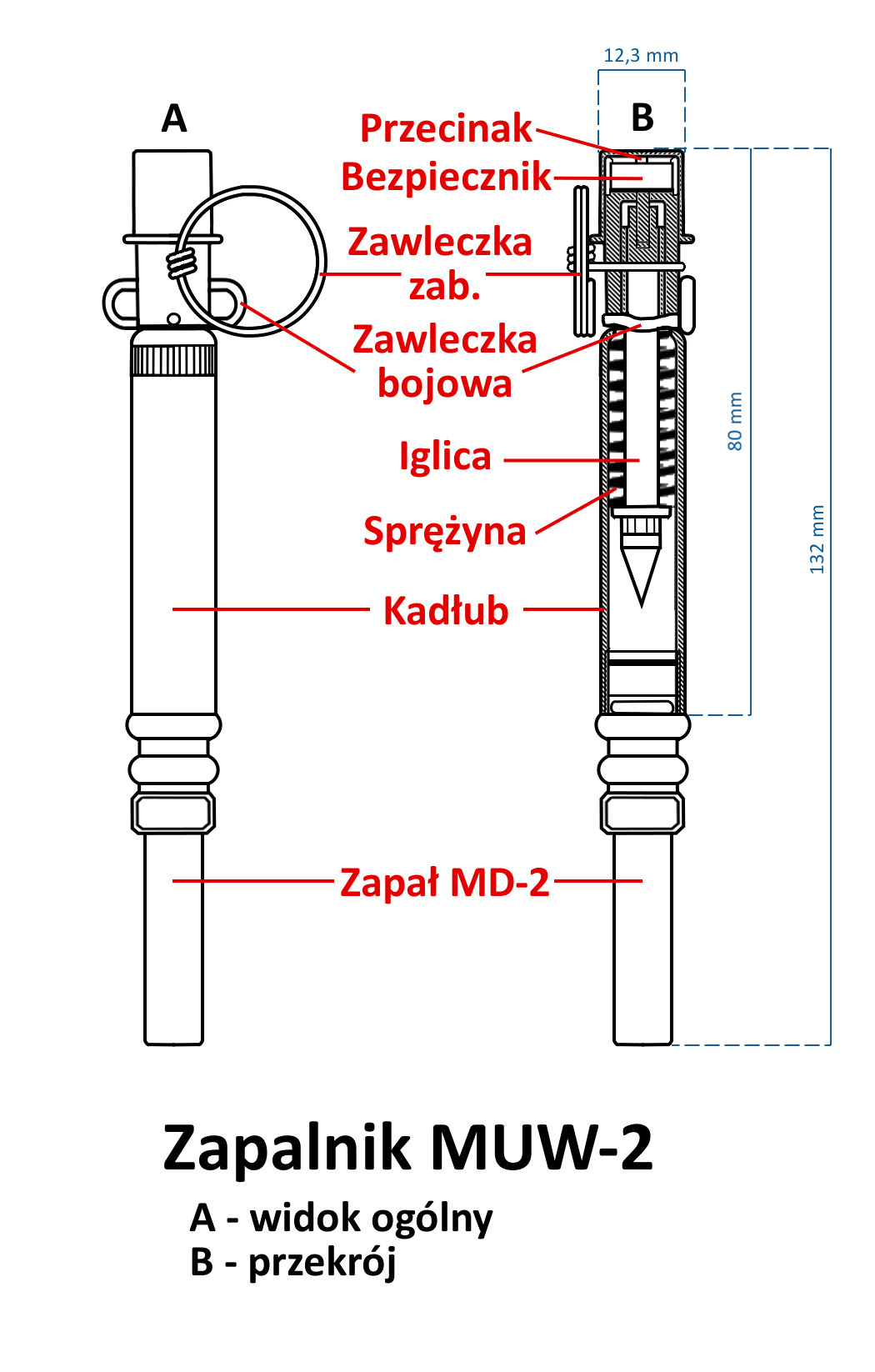
МУВ-2

Масса неснаряженного, грамм — 31
Диаметр корпуса, мм — 12,3
Длина, мм
неснаряженного — 74
с запалом МД-2 — 126
с запалом МД-5М — 120
Усилие выдергивания боевой чеки, кгс
Р-образной — 0,5-1,0
Т-образной — 2,0-15,0